# Asplenium novae-caledoniae
Asplenium novae-caledoniae är en svartbräkenväxtart som beskrevs av William Jackson Hooker. Asplenium novae-caledoniae ingår i släktet Asplenium och familjen Aspleniaceae. Inga underarter finns listade.